# 江戸重継
江戸 重継（えど しげつぐ）は、平安時代末期の武将。武蔵江戸氏初代当主。

## 略歴
桓武平氏の平将常を祖とする秩父氏の当主・秩父重綱（出羽権守）の四男。重継は、平安時代の末（11世紀）に武蔵国江戸郷を相続、江戸貫主となり「江戸四郎」を称して江戸氏を興す。江戸貫主とは江戸氏の惣領という意味で、江戸一族の支配が強大であったことを示唆している。重継は江戸の桜田の高台（後の江戸城本丸、二の丸周辺）に居館を構えたという。
子・重長は源頼朝に従って活躍し、鎌倉幕府の有力御家人となった。同じく鎌倉幕府の有力御家人である畠山重忠の母は重継の娘という説もある。